# 대동향교초등학교
대동향교초등학교는 대한민국 전라남도 함평군 대동면에 있는 초등학교다.

## 학교 연혁
- 1945년 9월 1일 향교국민학교 개교
- 1996년 3월 1일 향교초등학교로 개칭
- 1999년 9월 1일 대동초등학교 본교 통합
- 1999년 9월 1일 대신분교장 본교 편입
- 2006년 3월 1일 현재 교명으로 변경
- 2008년 3월 1일 대신분교장 본교 통합